# 斑點斯坦達脂鯉
斑點斯坦達脂鯉（学名：Steindachnerina conspersa），為輻鰭魚綱脂鯉目脂鯉亞目無齒脂鯉科的其中一個種，分布於南美洲巴拉圭河流域，體長可達12.8公分，棲息在底層水域，以生活習性不明。